# Spoken Love
Spoken Love – polska alternatywna grupa pop i R'n'B utworzona przez muzyków Sistars i Łąki Łan. Początkowo miał być to projekt Marka Piotrowskiego, ale ostatecznie sformował się zespół trzech muzyków (Piotrowskiego, Bartka Królika i Chesneya Snowa), który w październiku 2015 wydał debiutancki album eponimicznie zatytułowany po prostu Spoken Love.

## Skład zespołu
- Bartek Królik
- Marek Piotrowski
- Chesney Snow

## Dyskografia

### Albumy
- Spoken Love (2 października 2015, Warner Music Poland)

### Single[3]
- 2015-10-05: Everlasting Love
- 2015-09-07: Chant
- 2015-08-10: Starless